# Перо (муниципалитет)
Перо (итал. Pero) — коммуна в Италии, в провинции Милан области Ломбардия.
Население составляет 10223 человека (2008 г.), плотность населения составляет 2045 чел./км². Занимает площадь 5 км². Почтовый индекс — 20016. Телефонный код — 02.
Покровительницей коммуны почитается святая Елизавета, празднование во второе воскресение сентября.

## Демография
Динамика населения:

## Города-побратимы
- Фускальдо, Италия

## Администрация коммуны
- Официальный сайт: http://www.comune.pero.mi.it/